# Hermann Winkelmann
Hermann Winkelmann (ur. 8 marca 1849 w Brunszwiku, zm. 18 stycznia 1912 w Mauer bei Wien) – niemiecki śpiewak, tenor.

## Życiorys
Pochodził z rodziny budowniczych fortepianów i początkowo sam sposobił się do tego zawodu, zdecydował się jednak zostać śpiewakiem. Kształcił się w Paryżu, a później w Hanowerze. Zadebiutował na scenie w 1875 roku w Sondershausen jako Manrico w Trubadurze Giuseppe Verdiego. Następnie występował w Altenburgu, Darmstadcie i Lipsku. Od 1877 do 1883 roku związany był z teatrem miejskim w Hamburgu, gdzie w 1879 roku kreował tytułową rolę w prapremierowym przedstawieniu opery Antona Rubinsteina Neron. W 1882 roku w Theatre Royal przy Drury Lane w Londynie wystąpił w roli Tristana w operze Richarda Wagnera Tristan i Izolda pod batutą Hansa Richtera. Wybrany przez kompozytora, kreował następnie tytułową rolę podczas prapremierowego przedstawienia Parsifala na festiwalu w Bayreuth (26 lipca 1882). W latach 1883–1906 związany był z Operą Wiedeńską. W 1884 roku odbył tournée po Stanach Zjednoczonych, występując podczas festiwali wagnerowskich organizowanych w Nowym Jorku, Bostonie, Chicago, Filadelfii i Cincinnati przez Theodore’a Thomasa. W 1908 roku zakończył karierę sceniczną.